# Cadencia (música)
En música, la cadencia es una serie de acordes o fórmula de melodía que suele coincidir con el fin de una sección en una obra (las cadencias son uno de los principales mecanismos para organizar la forma musical). Una cadencia es una función armónica y formal caracterizada por una progresión (o encadenamiento) de acordes que suele desembocar en el acorde de tónica o acorde base. Resultan imprescindibles en la música tonal para poder delimitar las frases, partes y secciones en una pieza musical.

## Tipos
Las diferentes cadencias se clasifican, en función de la tensión que acompaña a cada movimiento, en conclusivas si generan cierto grado de estabilidad o reposo; y suspensivas, si generan inestabilidad o tensión.
Dependiendo de cómo termine la posición del acorde la cadencia puede ser perfecta si la voz bajo tiene la nota fundamental del acorde; o imperfecta si termina en otra nota diferente.
Para familiarizarse con los tipos de cadencias es necesario comprender su notación. Los grados de la tonalidad serán referidos con números romanos:
I: Tónica.
II: Supertónica.
III: Mediante o modal.
IV: Subdominante.
V: Dominante.
VI: Superdominante o submediante.
bVII: Subtónica.
VII: Sensible.
Cada grado tiene una función determinada, que genera más o menos tensión, o más o menos resolución en las cadencias:
| - I: Tónica - IV: Subdominante - V: Dominante - VII: Sensible | - VI: Tónica relativa - II: Subdominante relativa |

El III grado es ambiguo. No podemos definirlo dentro de estas tres funciones tonales (tónica, subdominante, dominante) ya que, para empezar, no tiene similitud alguna con los grados IV ni II, por lo que no es subdominante. Y, si bien tiene coincidencias en su composición (1.º 3.ª y 5.ª) con el I, no genera la sensación de reposo necesaria para encasillarlo en la función de tónica. Lo mismo ocurre con el V: tiene dos coincidencias, pero no genera la tensión necesaria para ser considerado dominante.
El VII es un grado un tanto especial, y no tiene función propia, ya que se asemeja al V7 sin su fundamental, por lo que se le considera dominante.

### Cadencias conclusivas
- Cadencia auténtica perfecta: V - I
- Cadencia auténtica imperfecta: V - I (con uno de esos acordes invertido y/o cuando la voz superior no resuelve al primer grado)
- Cadencia plagal: IV - I

#### Cadencia auténtica
Se produce por la sucesión de los grados V (dominante) a I (fundamental). Hay dos tipos de cadencia auténtica: perfecta e imperfecta. Para que una cadencia auténtica sea perfecta, ambos acordes deberán tener su fundamental en el bajo, y el acorde final tendrá que estar en posición de octava (en la voz superior del acorde de dominante estará la sensible, que resolverá ascendiendo hacia la tónica, por lo que el acorde final, de primer grado, tendrá la tónica duplicada el  en el bajo y en la voz superior), asimismo dicho acorde no tendrá que estar desplazado, es decir, tendrá que encontrarse en un tiempo fuerte. Si el acorde de tónica no cumple uno de estos dos requisitos estaremos hablando de una cadencia auténtica imperfecta, la cual no tiene precisamente un carácter resolutivo, dada su inestabilidad en el acorde de primer grado.

#### Cadencia plagal
La cadencia plagal (o cadencia plagla) enlaza un acorde de subdominante con el de tónica. Tiene sentido resolutivo, aunque no tanto como puede tenerlo la cadencia auténtica. Tiene un carácter post-cadencial, es decir, se puede utilizar para confirmar una cadencia más potente como pudiera ser una cadencia perfecta. Se producen los grados IV y I

#### Cadencia preclásica
Es la cadencia típicamente usada en el periodo preclásico, con gran carácter conclusivo. Se constituye a partir de la sucesión de los grados IV (subdominante) - V (dominante) - V (dominante octavada) - I (tónica)

#### Cadencia Compuesta
La cadencia compuesta es la sucesión de los grados IV (subdominante), V (dominante) y I (fundamental). Existen dos tipos: la cadencia compuesta de primer orden (o de primer aspecto) y la cadencia compuesta de segundo orden (o segundo aspecto).
- Cadencia compuesta de 1.º orden: I (tónica) - IV (subdominante) - V (dominante) - I (tónica)
- Cadencia compuesta de 2.º orden: IV (subdominante) - I 6/4 (tónica en 2.ª inversión; también llamado acorde cadencial 6/4, porque a diferencia del acorde de tónica, se duplica el 5.º grado en lugar del 1.º, y se simboliza K6/4) - V (dominante) - I (tónica)

### Cadencias suspensivas
Las cadencias suspensivas son aquellas en las que una obra no debe acabar, ya que no dan sentido de totalidad y cierre.

#### Semicadencia
Se produce un reposo momentáneo sobre un acorde, que suele ser la dominante o la subdominante, recibiendo respectivamente el nombre de semicadencia en la dominante o de semicadencia en la subdominante.
Se puede llegar a ambas desde cualquier grado. Esta puede ser mayor o menor y en cualquier grado, el más común es el V.

#### Cadencia imperfecta
Se produce este tipo de cadencia, o bien cuando en una cadencia perfecta el acorde de tónica se produce en parte débil, o bien cuando en una cadencia perfecta uno de los acordes se presenta invertido.

#### Cadencia rota artificial
Se compone por una sucesión inconclusa de acordes, moviéndose desde el primer grado siguiendo la siguiente sucesión:  I (tónica) - IV (subdominante) - V (dominante) - VI (superdominante).

#### Cadencia rota, evitada,[1]de engaño o deceptiva.[citarequerida]
Esta se produce cuando en la cadencia perfecta se sustituye el acorde de primer grado por otro inesperado: suele ser el acorde de sexto grado, pero también puede ser, a excepción del séptimo grado, cualquier otro, siendo normalmente los acordes con función de subdominante (grados II o IV). El objetivo de esta cadencia es retardar la resolución de una frase armónica. Las cadencias rotas pueden ser de dos tipos: diatónicas y no diatónicas.

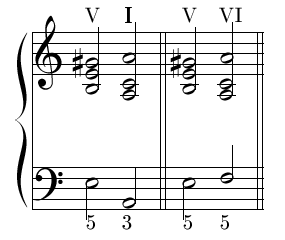
Cadencia rota (V-VI).